# Furipteridae
Furipteridae é uma pequena família da ordem Chiroptera (morcegos). Habitam a América Central e América do Sul. Esta família é próxima das famílias Natalidae e Thyropteridae.
São reconhecidos por terem um polegares reduzidos, recobertos pelas membranas alares. Esta família possuí apenas dois géneros, cada um deles com uma espécie. São insectívoros.

## Classificação
- Género Amorphochilus Peters, 1877
  - Amorphochilus schnablii Peters, 1877
- Género Furipterus Bonaparte, 1837
  - Furipterus horrens (F. Cuvier, 1828)